# Schola

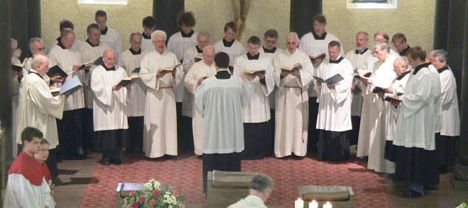
Schola při zpěvu gregoriánského chorálu

Schola nebo také schola cantorum (pro odlišení od chrámového sboru – schola polyphonica) je pěvecký sbor podílející se svým jednohlasým zpěvem na liturgii, zejména při významnějších svátcích. Scholy mohou být mužské, ženské i smíšené. Při mši se schola, umístěná v blízkosti centra liturgického prostoru, a lid zpravidla ve zpěvu střídají. Scholy také zpívají gregoriánský chorál, popřípadě jiné chorály.
Někdy bývá schola nesprávně označována jako chrámový sbor (popřípadě jen sbor), který však zpívá vícehlasně a je spjat především s liturgií před druhým vatikánským koncilem, kdy zpravidla zpíval na kůru.